# Melitracen
Melitracen ist ein trizyklisches Antidepressivum mit den für diese Gruppe charakteristischen pharmakologischen Eigenschaften. Insbesondere zu Amitriptylin zeigt es eine große Ähnlichkeit. In Dosierungen von weniger als 150 mg wirkt es nicht sedierend.
Melitracen wurde 1963 von Kefalas A/S patentiert und wird im europäischen Raum zusammen mit dem Neuroleptikum Flupentixol als Kombinationspräparat im Medikament Deanxit® eingesetzt. 

## Anwendung
Melitracen wird in fixer Kombination mit Flupentixol (Deanxit®; 10 mg Melitracen und 0,5 mg Flupentixol) zur Behandlung leichter bis mittelschwerer Zustände depressiver Gehemmtheit und Angst verwendet. Deanxit wirkt stimmungsaufhellend und angstlösend und eignet sich zur Behandlung von leichten bis mittelschweren Depressionen, welche durch Angst, Verlust der Fähigkeit, sich zu freuen, fruchtloses Grübeln, Versagensangst und Schuldgefühle gekennzeichnet sind. Auch zur Behandlung der Trigeminus-Neuralgie, Neurosen und aphthöse Geschwüre wurde die Kombination Melitracen/Flupentixol vorgeschlagen.
In Deutschland sind keine Arzneimittel mit dem Arzneistoff Melitracen im Handel.

## Nebenwirkungen
Zu den unerwünschten Wirkungen zählen Mundtrockenheit, Akkomodationsstörungen, Tachykardien, Hyperhidrosis und orthostatische Beschwerden.

## Herstellung
Melitracen wird ausgehend von Anthron in mehreren Stufen synthetisiert.